# Petsijärvi
Petsijärvi är en sjö i Finland. Den ligger i kommunen Enare i landskapet Lappland, i den norra delen av landet, 1 000 km norr om huvudstaden Helsingfors. Petsijärvi ligger 157,1 meter över havet. Arean är 1,63 kvadratkilometer och strandlinjen är 16,73 kilometer lång. Sjön  ingår i Neidenälvens huvudavrinningsområde.   Den sträcker sig 2,2 kilometer i nord-sydlig riktning, och 2,8 kilometer i öst-västlig riktning.
I övrigt finns följande vid Petsijärvi:
- Petsivaara (en kulle)